# En sortant de l'école
 (mars 2016).
Si vous disposez d'ouvrages ou d'articles de référence ou si vous connaissez des sites web de qualité traitant du thème abordé ici, merci de compléter l'article en donnant les références utiles à sa vérifiabilité et en les liant à la section « Notes et références ».
 (août 2025).
La mise en forme du texte ne suit pas les recommandations de Wikipédia : il faut le « wikifier ».
Les points d'amélioration suivants sont les cas les plus fréquents :
- Les titres sont pré-formatés par le logiciel. Ils ne sont ni en capitales, ni en gras.
- Le texte ne doit pas être écrit en capitales (les noms de famille non plus), ni en gras, ni en italique, ni en « petit »…
- Le gras n'est utilisé que pour surligner le titre de l'article dans l'introduction, une seule fois.
- L'italique est rarement utilisé : mots en langue étrangère, titres d'œuvres, noms de bateaux, etc.
- Les citations ne sont pas en italique mais en corps de texte normal. Elles sont entourées par des guillemets français : « et ».
- Les listes à puces sont à éviter, des paragraphes rédigés étant largement préférés. Les tableaux sont à réserver à la présentation de données structurées (résultats, etc.).
- Les appels de note de bas de page (petits chiffres en exposant, introduits par l'outil «  Source ») sont à placer entre la fin de phrase et le point final[comme ça].
- Les liens internes (vers d'autres articles de Wikipédia) sont à choisir avec parcimonie. Créez des liens vers des articles approfondissant le sujet. Les termes génériques sans rapport avec le sujet sont à éviter, ainsi que les répétitions de liens vers un même terme.
- Les liens externes sont à placer uniquement dans une section « Liens externes », à la fin de l'article. Ces liens sont à choisir avec parcimonie suivant les règles définies. Si un lien sert de source à l'article, son insertion dans le texte est à faire par les notes de bas de page.
- La présentation des références doit suivre les conventions bibliographiques. Il est recommandé d'utiliser les modèles {{Ouvrage}}, {{Chapitre}}, {{Article}}, {{Lien web}} et/ou {{Bibliographie}}. Le mode d'édition visuel peut mettre en forme automatiquement les références.
- Insérer une infobox (cadre d'informations à droite) n'est pas obligatoire pour parachever la mise en page.

Pour une aide détaillée, merci de consulter Aide:Wikification.
Si vous pensez que ces points ont été résolus, vous pouvez retirer ce bandeau et améliorer la mise en forme d'un autre article.
Pour les articles homonymes, voir En sortant de l'école (homonymie).

En sortant de l'école est une série de courts métrages français consacrés à des poèmes dans l'idée d'associer poésie et liberté de création.
Chaque saison rend hommage à un poète différent.
Son nom, En sortant de l'école, est celui d'un poème de Jacques Prévert à qui la première saison était consacrée.

## Présentation
- Genre : Animation / Poésie
- Cible : Jeunesse et famille
- Studio d'animation : L'Incroyable Studio
- Diffusion : France.TV (France 3 et France 4)

En sortant de l'école est une série de treize courts métrages de trois minutes créés par des jeunes réalisateurs français sortant des écoles d'animations françaises. La production en a été assurée par Tant Mieux Prod (Production), Bayard Jeunesse et France Télévision (Éditeur).
À l'origine, treize poèmes de Jacques Prévert ont servi de base à ces réalisations. Par la suite, d'autres saisons ont été réalisées autour de différents auteurs mais avec le même nom.
La collection rend hommage aux poètes avec une liberté d'expression dans le montage : papier, dessins, collages, numérique, animation... Elle a reçu le prix « les lauriers de la radio et de la télévision » en février 2016.

## Détail des saisons

### Saison 1 (2013)
Jacques Prévert et ses poèmes, réalisé en 2013, est sorti en DVD le 4 juin 2014. 13 épisodes de 3 minutes, soit 39 minutes. La chanson du film est interprétée par Renan Luce.
À l'origine, cette saison était nommée En sortant de l'école.
1. 11 Les Oiseaux du souci , Marie Larrivé et Camille Authouart (ENSAD)
2. 01 En sortant de l'école , Lila Peuscet (EMCA)
3. 21Tant de forêts , Burcu Sankur et Geoffrey Godet (Supinfocom Valenciennes)
4. 31Les Belles Familles , Armelle Renac (Supinfocom Valenciennes)
5. 41 Âne dormant , Caroline Lefevre (EMCA)
6. 51 Je suis comme je suis , Marion Auvin (EMCA)
7. 61Page d'écriture , Marion Lacourt (ENSAD)
8. 71Le Cancre , Chenghua Yang (EMCA)
9. 81Le gardien du phare aime trop les oiseaux , Clément de Ruyter (Gobelins)
10. 91Le Dromadaire mécontent , Morgane Le Péchon (La Poudrière)
11. 101L'École des beaux arts , Anne Huynh (Ste Geneviève)
12. 111Quartier libre , Marine Blin (La Poudrière)
13. 121Presque , Mélia Gilson (LISAA)

### Saison 2 (2015)
En gardant le même principe, une deuxième saison a vu le jour en 2015 autour des poèmes de Robert Desnos. Le DVD de la saison 2 est sorti le 29 avril 2015 avec 13 épisodes de 3 minutes pour un total de 39 minutes. Romane Bohringer et Jacques Gamblin ont prêté leurs voix pour ces animations. Cette saison a pour nom Salsifis du Bengale et autres poèmes :
1. 112Le Zèbre , Viviane Boyer Araujo (EMCA)
2. 102Dans un petit bateau , Charlotte Cambon (La Poudrière)
3. 92Couchée , Débora Cheyenne Cruchon (Les Gobelins)
4. 82La Grenouille aux souliers percés , Juliette Cuisinier (EMCA)
5. 72Les Quatre sans cou , Alix Fizet (La Poudrière)
6. 62Papier buvard , Marine Laclotte (EMCA)
7. 52Couplet de la rue de Bagnolet , Quentin Guichoux (L'Atelier)
8. 42Bonsoir tout le monde , Kathleen Ponsard (L'Atelier)
9. 32Il était une feuille , Anaïs Scheeck-Lauriot (ENSAD)
10. 12Demi-rêve , Gabrielle Sibieude (L'Atelier)
11. 122Le Salsifis du Bengale , Raphaëlle Stolz (Les Gobelins)
12. 22J'ai tant rêvé de toi , Emma Vakarelova (La Poudrière)
13. 02Paris , Justine Vuylsteker (ESAAT)

### Saison 3 (2016)
Les 13 courts métrages de cette saison sont axés autour de l'univers poétique de Guillaume Apollinaire, la saison est diffusée par à la télévision française par France TV sur France 3 au cours du premier trimestre 2016. Sortie du DVD prévue pour le 4 mai 2016. À partir de la saison 3, les séries de poèmes ont pour nom celui de leur auteur, pour celle-ci : Apollinaire.
1. 03Le Pont Mirabeau , Marjorie Caup (La Poudrière)
2. 13Ville et cœur , Anne-Sophie Raimond (La Poudrière)
3. 23À toutes les dingotes et à tous les dingos , Augustin Guichot (EMCA)
4. 43Le Repas , Émilie Phuong (Les Gobelins)
5. 33Les Saltimbanques , Wen Fan et Mengshi Fang (EMCA)
6. 53Bestiaire ou le Cortège d'Orphée , Florent Grattery (ENSAD)
7. 63Automne , Hugo de Faucompret (Les Gobelins)
8. 73Fusée signal , Caroline Cherrier (Les Gobelins)
9. 103Un oiseau chante , Mathieu Gouriou (Les Gobelins)
10. 113Mutation , Loïc Espuche (La Poudrière)
11. 83Carte postale , Fabienne Wagenaar (La Poudrière)
12. 93Le Coin , Charlie Belin (La Poudrière)
13. 123Je me souviens de mon enfance , Marie de Lapparent (EMCA)

### Saison 4 (2017)
Consacrée au poète Paul Éluard, la quatrième saison a commencé à être diffusée le 11 mars 2017 sur France 3.
1. 06Liberté, Jon Boutin
2. 16Air vif, Pierre Grillère
3. 26Le Chat, Johanna Huck
4. 36Poisson, Arthur Sotto
5. 46L'Alliance, Eugène Boitsov
6. 56Homme utile, Amaury Brun
7. 66Matines, Axel de Lafforest
8. 76L'Amoureuse, Léa Krawczyk
9. 86Même quand nous dormons, Camille Monnier
10. 106Le Front aux vitres, Clélia Nguyen
11. 116Animal rit, Aurore Peuffier
12. 126La courbe de tes yeux fait le tour de mon cœur, Nicolas Rolland
13. 96Tu te lèves l'eau se déplie, Robin Vouters

### Saison 5 (2018)
La saison 5 est consacrée au poète Claude Roy.
Les 13 épisodes ont été diffusés sur France 3 entre le 03 et le 13 mars 2018.
Une bande annonce de la saison a annoncé son lancement en début d'année 2018.
Dans l'ordre de diffusion TV :
1. 08L'Eau discrète , Étienne Baillieu	(Studio Tchak)
2. 18L'Écoute-silence , Clémentine Campos (Studio Train-Train)
3. 28L'Escargot capitaine au long cours , Adeline Faye (Studio Train-Train)
4. 38Le Bestiaire incertain , Inès Bernard-Espina (Studio Tchak)
5. 48L'Oiseau futé , Gaëtan Borde (Studio Tchak)
6. 58Étourdis Étourneaux , Mélody Boulissière (Studio Tchak)
7. 68Le Portrait modèle , Cynthia Calvi (Studio Tchak)
8. 78 La Fenêtre fermée , Jean-Baptiste Peltier (Studio Train-Train)
9. 88Le Jardin perdu , Natalia Chernysheva (Studio Tchak)
10. 98Ne coupez pas ! , Kévin Gachet-Thai (Studio Tchak)
11. 108Un instant , Roxane Campoy (Studio Tchak)
12. 128L'Enfant qui a la tête en l'air , Aude David (Studio Train-Train)
13. 118La Clé des champs , Lucas Malbrun	(Studio Tchak)

### Saison 6 (2019)
Le projet pour la saison 6 porte sur le poète Jean Tardieu.
La diffusion TV est prévue en mars 2019 sur France 3 et France 4.
1. 15Les Préfixes , Alix Boiron Albrespy (L'atelier) (Hindi)
2. 65Conjugaisons et Interrogations , Rosalie Benevello (La Poudrière) (Ourdou)
3. 75Voyage avec Monsieur Monsieur , Céline Brengou (Emile Cohl) (Bengali)
4. 05Chœur d'enfants , Matthieu Gerard-Tulane (La Poudrière) (Pendjabi)
5. 55Chansons de la nuit , Jeanne Girard (Pivaut) (Goudjerati)
6. 45Les Logements , Jurdith Herbeth (Georges Méliès) (Chingalais)
7. 85Procès-verbal , Nan Huang (EMCA) (Marathi)
8. 35Nature , Isis Leterrier (EMCA) (Népalais)
9. 25Jours pétrifiés , Eva Lusbaronian (Gobelins) (Odia)
10. 95Deux verbes en creux , Mathilde Roy (La Poudrière) (Kannada)
11. 115Les Fleurs du papier , Marine Varguy (Gobelins) (Malayalam)
12. 10519, rue de Nevers , Lulia Voitova (La Poudrière) (Tamoul)
13. 125Ce qui va et vient , Lingxi Zhang, Jihua Zhu (EMCA) (Télougou)

### Saison 7 (2020)
Cette saison porte sur le poète Paul Verlaine.
La diffusion s'est faite durant le confinement de début d'année, le 2 mars 2020 sur France.TV.
1. 10Après 3 ans, Nina Heckel (Émile Cohl) (Patois jamaïcain)
2. 30Ô triste, triste était mon âme, Raphaël Jouzeau (ASA) (Créole martiniquais)
3. 60Chanson d'automne, Jean-Baptiste Marchand (Estienne) (Créole haïtien)
4. 20Promenade sentimentale, Émilie Tronche (EMCA) (Pigdin nigérian)
5. 80 Voulant te fuir, Valentine Vendroux (ASA) (Créole mauricien)
6. 50Grotesques, Anna Bolshakova (Émile Cohl) (Créole réunionnais)
7. 40Le piano que baise une main, Clarissa d'Orval (EMCA) (Créole guadeloupéen)
8. 90Mon rêve familier, Astrid Guinet (ENSAD) (Créole louisianais)
9. 100Marine, Maksim Litvinov (La Poudrière) (Tok pisin)
10. 70Cordialités, Nathanaël Perron (RUBIKA) (Créole seychellois)
11. 110Conquistador, Jérémie Cousin (La Poudrière) (Bajan)
12. 120Soleils couchants, Aurélie Monteix (La Poudrière) (Créole libérien)
13. 130Il pleure dans mon cœur, Ariane Teillet (EMCA) (Chavacano)

### Saison 8 (2021)
Cette saison porte sur la poétesse Andrée Chedid.
1. 04Épreuves du matin , Maša Avramović (La Poudrière) (Indonésien)
2. 14Destination : Arbre, Marie Deboissy (ASA) (Malais)
3. 74Qui reste debout ?, Jaimeen Desai (La Poudrière) (Malgache)
4. 64Les Filles du vent, Héloïse Ferlay (ENSAD) (Filipino)
5. 84Le Rire, Capucine Gougelet (ENSAD) (Javanais)
6. 94Bricolage, Salomé Hammann (ASA) (Balinais)
7. 54La Fringale, Raphaëlle Martinez (ENSAD) (Soudanais)
8. 44Les Mouettes, Lara Mattelart (EMCA) (Batak-toba)
9. 34Vitalité, Émilie Mereghetti (ENSAD) (Ilocano)
10. 24Pas de clef à la poésie, Islena Neira (EMCA) (Waray-waray)
11. 104Ce lieu, Daniella Schnitzer (La Poudrière) (Bugis)
12. 114Regarder l'enfance, Camille Scudier (EESAB) (Makassar)
13. 124Intervalles, Mitchelle Tamariz (La Poudrière) (Madurais)

### Saison 9 (2022)
Cette saison porte sur le thème de la liberté.